# Полосьмак, Наталья Викторовна
Ната́лья Ви́кторовна Полосьма́к (род. 12 сентября 1956 года, Хабаровск, Хабаровский край, РСФСР) — советский и российский археолог, доктор исторических наук, профессор, главный научный сотрудник Института археологии и этнографии Сибирского отделения РАН. Лауреат Государственной премии Российской Федерации (2005).

## Биография
Юность провела в Барнауле в посёлке Южный. Во время обучения в 9-м классе впервые приняла участия в раскопках памятников Сросткинской культуры в алтайских степях, после чего приняла решение связать жизнь с археологией.
Училась на гуманитарном факультете Новосибирского государственного университета, где в то время работал Алексей Павлович Окладников. Первую студенческую археологическую практику проходила в Иркутской области в зоне затопления Усть-Илимской ГЭС. После третьего курса сама руководила раскопками. Дипломную работу написала по бронзовому веку Барабинской степи на основе самостоятельно собранного материала. Училась в аспирантуре Ленинградского института археологии, где защитила кандидатскую диссертацию
В 1993 году нашла захоронение пазырыкской культуры с хорошо сохранившейся мумией молодой женщины, получившей у журналистов прозвище Принцесса Укока.
Муж — Вячеслав Молодин.
С 2011 года член-корреспондент Российской академии наук. Является последовательницей Алексея Павловича Окладникова.
В 2007—2009 годах была первым председателем Координационного совета по делам молодежи в научной и образовательной сферах.

## Награды и премии
- Почётная грамота Президента Российской Федерации (5 февраля 2024 года) — за заслуги в развитии отечественной науки, многолетнюю плодотворную деятельность и в связи с 300-летием со дня основания Российской академии наук[4].
- Благодарность Президента Российской Федерации (4 июля 2009 года) — за многолетнюю и плодотворную работу по реализации государственной молодёжной политики в области науки и образования и поддержке молодых учёных и специалистов[5].
- Государственная премия Российской Федерации 2004 года в области науки и технологий (6 июня 2005 года) — за открытие и исследование уникальных комплексов пазырыкской культуры VI—III веков до нашей эры на территории Горного Алтая[6].

## Публикации
- Полосьмак Н. В. Стерегущие золото грифы (Ак-алахинские курганы). — Новосибирск: Наука, 1994. — 124 с.
- Наталья Полосьмак. Всадники Укока. — Новосибирск: ИНФОЛИО-пресс, 2000. — 337 с. — ISBN 978-5-041538-41-5. Архивировано 2 ноября 2021 года.
- Полосьмак Н. В., Богданов Е. С., Цэвээндорж Д. Двадцатый ноин-улинский курган. — Новосибирск: ИНФОЛИО, 2011. — 184 с. — 1000 экз. — ISBN 978-5-905727-01-6.